# Ancorabolus ilvae
Ancorabolus ilvae is een eenoogkreeftjessoort uit de familie van de Ancorabolidae. De wetenschappelijke naam van de soort is voor het eerst geldig gepubliceerd in 2001 door George.